# Ligue des champions féminine de la CAF
La Ligue des champions féminine de la CAF est une compétition annuelle de football féminin organisée par la Confédération africaine de football (CAF) et regroupant les meilleurs clubs du continent africain. 
Le club sud-africain des Mamelodi Sundowns est le club le plus titré avec deux victoires.

## Histoire
Malgré la création d'une Coupe d'Afrique des nations en 1991, aucune compétition africaine féminine de football concernant les clubs n'existe jusqu'en 2020. Le comité exécutif de la Confédération africaine de football (CAF) annonce le 30 juin 2020 la création d'une Ligue des champions féminine de la CAF, dont la première édition sera organisée en 2021,.
La première édition comprend huit équipes s'opposant dans un tournoi dans un pays hôte (en l'occurrence l'Égypte), la phase qualificative s'effectuant par zone. Les Sud-Africaines des Mamelodi Sundowns s'imposent en finale contre les Ghanéennes des Hasaacas Ladies sur le score de 2 buts à 0.
La deuxième édition a lieu au Maroc et est remportée par les championnes locales, l'AS FAR. 
La troisième édition a lieu en 2023 en Côte d'Ivoire et est remportée par les Mamelodi Sundowns.

## Palmarès

### Palmarès par édition
| N° | Édition | Pays hôte     | Vainqueur         | Finaliste         | Score | Lieu                                    | Affluence     | Troisième      | Quatrième     | Score             |
| -- | ------- | ------------- | ----------------- | ----------------- | ----- | --------------------------------------- | ------------- | -------------- | ------------- | ----------------- |
| 1  | 2021    | Égypte        | Mamelodi Sundowns | Hasaacas Ladies   | 2 – 0 | Stade du 30 Juin, Le Caire              | 0 (huis clos) | AS FAR         | Malabo Kings  | 3 – 1             |
| 2  | 2022    | Maroc         | AS FAR            | Mamelodi Sundowns | 4 – 0 | Complexe sportif Moulay-Abdallah, Rabat | 15 000        | Bayelsa Queens | Simba Queens  | 1 – 0             |
| 3  | 2023    | Côte d'Ivoire | Mamelodi Sundowns | SC Casablanca     | 3 – 0 | Stade Amadou Gon Coulibaly, Korhogo     | 20 000        | AS FAR         | Ampem Darkoa  | 2 – 0             |
| 4  | 2024    | Maroc         | TP Mazembe        | AS FAR            | 1 – 0 | Stade Ben M'Hamed El Abdi, El Jadida    | 15 000        | FC Masar       | Edo Queens FC | 0 – 0 (4 - 3 tab) |
| 5  | 2025    |               |                   |                   |       |                                         |               |                |               |                   |

### Palmarès par club
|    | Club              | Titres | Finales | 3es places | 4es places |
| -- | ----------------- | ------ | ------- | ---------- | ---------- |
| 1. | Mamelodi Sundowns | 2      | 1       | 0          | 0          |
| 2. | AS FAR            | 1      | 1       | 2          | 0          |
| 3. | TP Mazembe        | 1      | 0       | 0          | 0          |
| 4. | Hasaacas Ladies   | 0      | 1       | 0          | 0          |
| 4. | SC Casablanca     | 0      | 1       | 0          | 0          |
| 6. | Bayelsa Queens    | 0      | 0       | 1          | 0          |
| 6. | FC Masar          | 0      | 0       | 1          | 0          |
| 8. | Ampem Darkoa      | 0      | 0       | 0          | 1          |
| 8. | Malabo Kings      | 0      | 0       | 0          | 1          |
| 8. | Simba Queens      | 0      | 0       | 0          | 1          |
| 8. | Edo Queens        | 0      | 0       | 0          | 1          |

### Palmarès par nation
|    | Club                             | Titres | Finales | 3es places | 4es places |
| -- | -------------------------------- | ------ | ------- | ---------- | ---------- |
| 1. | Afrique du Sud                   | 2      | 1       | 0          | 0          |
| 2. | Maroc                            | 1      | 2       | 2          | 0          |
| 3. | République démocratique du Congo | 1      | 0       | 0          | 0          |
| 4. | Ghana                            | 0      | 1       | 0          | 1          |
| 5. | Nigeria                          | 0      | 0       | 1          | 1          |
| 6. | Égypte                           | 0      | 0       | 1          | 0          |
| 7. | Guinée équatoriale               | 0      | 0       | 0          | 1          |
| 7. | Tanzanie                         | 0      | 0       | 0          | 1          |

## Statistiques et récompenses individuelles

### Meilleures buteuses
Mise à jour le 4 décembre 2024.
|    | Joueuse           | Période   | Club(s)               | Buts |
| -- | ----------------- | --------- | --------------------- | ---- |
| 1. | Melinda Kgadiete  | 2021-2024 | Mamelodi Sundowns (7) | 7    |
| 2. | Doha El Madani    | 2024      | AS FAR (6)            | 6    |
| 2. | Ibtissam Jraidi   | 2021-2022 | AS FAR (6)            | 6    |
| 2. | Boitumelo Rabale  | 2021-2024 | Mamelodi Sundowns (6) | 6    |
| 5. | Evelyn Badu       | 2021      | Hasaacas Ladies (5)   | 5    |
| 5. | Lelona Daweti     | 2021-2024 | Mamelodi Sundowns (5) | 5    |
| 5. | Sanaâ Mssoudy     | 2021-2024 | AS FAR (5)            | 5    |
| 5. | Fatima Tagnaout   | 2021-2024 | AS FAR (5)            | 5    |
| 5. | Refilwe Tholakele | 2023      | Mamelodi Sundowns (5) | 5    |

### Récompenses individuelles
| N° | Édition | Meilleure joueuse                    | Meilleure gardienne                | Meilleure buteuse                     | Buts |
| -- | ------- | ------------------------------------ | ---------------------------------- | ------------------------------------- | ---- |
| 1  | 2021    | Evelyn Badu (Hasaacas Ladies)        | Andile Dlamini (Mamelodi Sundowns) | Evelyn Badu (Hasaacas Ladies)         | 5    |
| 2  | 2022    | Fatima Tagnaout (AS FAR)             | Khadija Er-Rmichi (AS FAR)         | Ibtissam Jraidi (AS FAR)              | 6    |
| 3  | 2023    | Boitumelo Rabale (Mamelodi Sundowns) | Andile Dlamini (Mamelodi Sundowns) | Refilwe Tholakele (Mamelodi Sundowns) | 5    |
| 4  | 2024    | Sanaâ Mssoudy (AS FAR)               | Habiba Emad (FC Masar)             | Doha El Madani (AS FAR)               | 6    |

### Statistiques par équipe
Mise à jour le 19 novembre 2023.
- Les Mamelodi Sundowns et l'AS FAR détiennent le record de participations avec 4 participations (2021, 2022, 2023 et 2024).
- La plus large victoire en phase de groupe est de (5-0) :
  - Les Mamelodi Sundowns contre Wadi Degla en 2022.
- La plus large victoire en phase finale est de (4-0) :
  - L'AS FAR contre les Mamelodi Sundowns en finale 2022.
- La première joueuse à marquer un triplé dans le tournoi : 
  -  Sanaâ Mssoudy (3 buts en 2021).
- La meilleure buteuse en finale : 
  -  Ibtissam Jraidi (3 buts en 2022).

### Bilan historique des clubs
Mise à jour le 4 décembre 2024.
| Club                | Part. | Titres | Pts | J  | V  | N | D | BP | BC | Diff. |
| ------------------- | ----- | ------ | --- | -- | -- | - | - | -- | -- | ----- |
| AS FAR              | 4     | 1      | 43  | 20 | 14 | 1 | 5 | 33 | 12 | +21   |
| Mamelodi Sundowns   | 4     | 2      | 41  | 18 | 13 | 2 | 3 | 31 | 8  | +23   |
| TP Mazembe          | 2     | 1      | 15  | 8  | 5  | 0 | 3 | 12 | 10 | +2    |
| Hasaacas Ladies     | 1     | 0      | 10  | 5  | 3  | 1 | 1 | 10 | 6  | +4    |
| Bayelsa Queens      | 1     | 0      | 9   | 5  | 3  | 0 | 2 | 7  | 3  | +4    |
| Edo Queens          | 1     | 0      | 8   | 5  | 2  | 2 | 1 | 6  | 4  | +2    |
| FC Masar            | 1     | 0      | 8   | 5  | 2  | 2 | 1 | 4  | 3  | +1    |
| Ampem Darkoa        | 1     | 0      | 7   | 5  | 2  | 1 | 2 | 7  | 9  | -2    |
| Simba Queens        | 1     | 0      | 6   | 5  | 2  | 0 | 3 | 4  | 3  | +1    |
| SC Casablanca       | 1     | 0      | 5   | 5  | 1  | 2 | 2 | 7  | 8  | -1    |
| Malabo Kings        | 1     | 0      | 5   | 5  | 1  | 2 | 2 | 6  | 7  | -1    |
| AS Mandé            | 2     | 0      | 5   | 6  | 1  | 2 | 3 | 6  | 10 | -4    |
| Wadi Degla          | 2     | 0      | 4   | 6  | 1  | 1 | 4 | 5  | 15 | -10   |
| Green Buffaloes     | 1     | 0      | 3   | 3  | 1  | 0 | 2 | 5  | 4  | +1    |
| Rivers Angels       | 1     | 0      | 3   | 3  | 1  | 0 | 2 | 4  | 4  | 0     |
| UWC                 | 1     | 0      | 3   | 3  | 1  | 0 | 2 | 2  | 4  | -2    |
| Vihiga Queens       | 1     | 0      | 3   | 3  | 1  | 0 | 2 | 2  | 5  | -3    |
| JKT Queens          | 1     | 0      | 3   | 3  | 1  | 0 | 2 | 3  | 7  | -4    |
| Huracanes           | 1     | 0      | 1   | 3  | 0  | 1 | 2 | 2  | 5  | -3    |
| Athlético d'Abidjan | 1     | 0      | 1   | 3  | 0  | 1 | 2 | 2  | 6  | -4    |
| CBE                 | 1     | 0      | 0   | 3  | 0  | 0 | 3 | 1  | 9  | -8    |
| Determine Girls     | 1     | 0      | 0   | 3  | 0  | 0 | 3 | 0  | 8  | -8    |
| Aigles de la Médina | 1     | 0      | 0   | 3  | 0  | 0 | 3 | 0  | 9  | -9    |

### Statistiques par pays
Mise à jour le 4 décembre 2024.
| Pays                             | Qual. | P. Fin. | Titres |
| -------------------------------- | ----- | ------- | ------ |
| Afrique du Sud                   | 4     | 5       | 2      |
| Maroc                            | 3     | 5       | 1      |
| République démocratique du Congo | 4     | 2       | 1      |
| Nigeria                          | 4     | 3       | 0      |
| Égypte                           | 3     | 3       | 0      |
| Ghana                            | 4     | 2       | 0      |
| Guinée équatoriale               | 4     | 2       | 0      |
| Mali                             | 4     | 2       | 0      |
| Tanzanie                         | 4     | 2       | 0      |
| Côte d'Ivoire                    | 4     | 1       | 0      |
| Liberia                          | 4     | 1       | 0      |
| Zambie                           | 4     | 1       | 0      |
| Sénégal                          | 4     | 1       | 0      |
| Éthiopie                         | 4     | 1       | 0      |
| Kenya                            | 3     | 1       | 0      |